# Pseudohydromys occidentalis
Pseudohydromys occidentalis  (Tate, 1951) è un roditore della famiglia dei Muridi endemico della Nuova Guinea.

## Descrizione

### Dimensioni
Roditore di piccole dimensioni, con la lunghezza della testa e del corpo tra 87 e 115 mm, la lunghezza della coda tra 85 e 95 mm, la lunghezza del piede tra 19 e 21,5 mm, la lunghezza delle orecchie tra 8 e 12 mm.

### Aspetto
La pelliccia è lunga e densa. Le parti superiori sono grigio-brunastro scuro, mentre le parti ventrali sono grigio chiaro. Le labbra sono ricoperte di piccoli peli argentati. Le orecchie sono chiare. Le zampe anteriori sono ricoperte di piccoli peli argentati, i piedi sono chiari. La coda è più corta della testa e del corpo,è  uniformemente chiara e finemente ricoperta di piccoli peli neri e argentati. Sono presenti 12-16 anelli di scaglie per centimetro.

## Biologia

### Comportamento
È una specie terricola.

## Distribuzione e habitat
Questa specie è diffusa nella parte centro-occidentale della cordigliera centrale della Nuova Guinea.
Vive nelle foreste muschiose montane tra 2.300 e 3.800 metri di altitudine.

## Conservazione
La IUCN Red List, considerato che non ci sono informazioni recenti sull'areale e sulla popolazione, classifica P.occidentalis come specie con dati insufficienti (DD).